# Märkischer Zeitungsverlag
Der Märkische Zeitungsverlag GmbH & Co. KG ist ein Zeitungsverlag mit Sitz im sauerländischen Lüdenscheid. Der Verlag gehört zur Ippen-Gruppe.

## Zeitungen
Folgende Tageszeitungen erscheinen im Märkischen Zeitungsverlag:
- Meinerzhagener Zeitung
- Allgemeiner Anzeiger: Nachrichten für das märkische Sauerland
- Süderländer Volksfreund
- Lüdenscheider Nachrichten
- Altenaer Kreisblatt
- Süderländer Tageblatt

Sie werden durch die Mediengruppe Westfälischer Anzeiger vermarktet.

## Beteiligungen
- An der Radio Mark Betriebs GmbH & Co KG sind der Märkische Zeitungsverlag mit 64,6 %, der Märkische Kreis und die Stadt Iserlohn mit jeweils mit 12,5 % und der W. Jahn Verlag mit 10,5 % beteiligt.[3]
  - Radio MK
- Pressefunk Nordrhein-Westfalen GmbH & Co. KG (0,9 %)
  - Radio NRW

## Eigentümerstruktur
Am Märkischer Zeitungsverlag sind folgende Unternehmen und Personen beteiligt:
- Meinerzhagener Druck- und Verlagshaus Walther Kämper (22,3 %); Alleineigentümer: Dirk Ippen[4]
- Westfälischer Anzeiger Verlagsgesellschaft (71,2 %)
- Heinrich DuMont (6,5 %)